# Tipografia Meietti

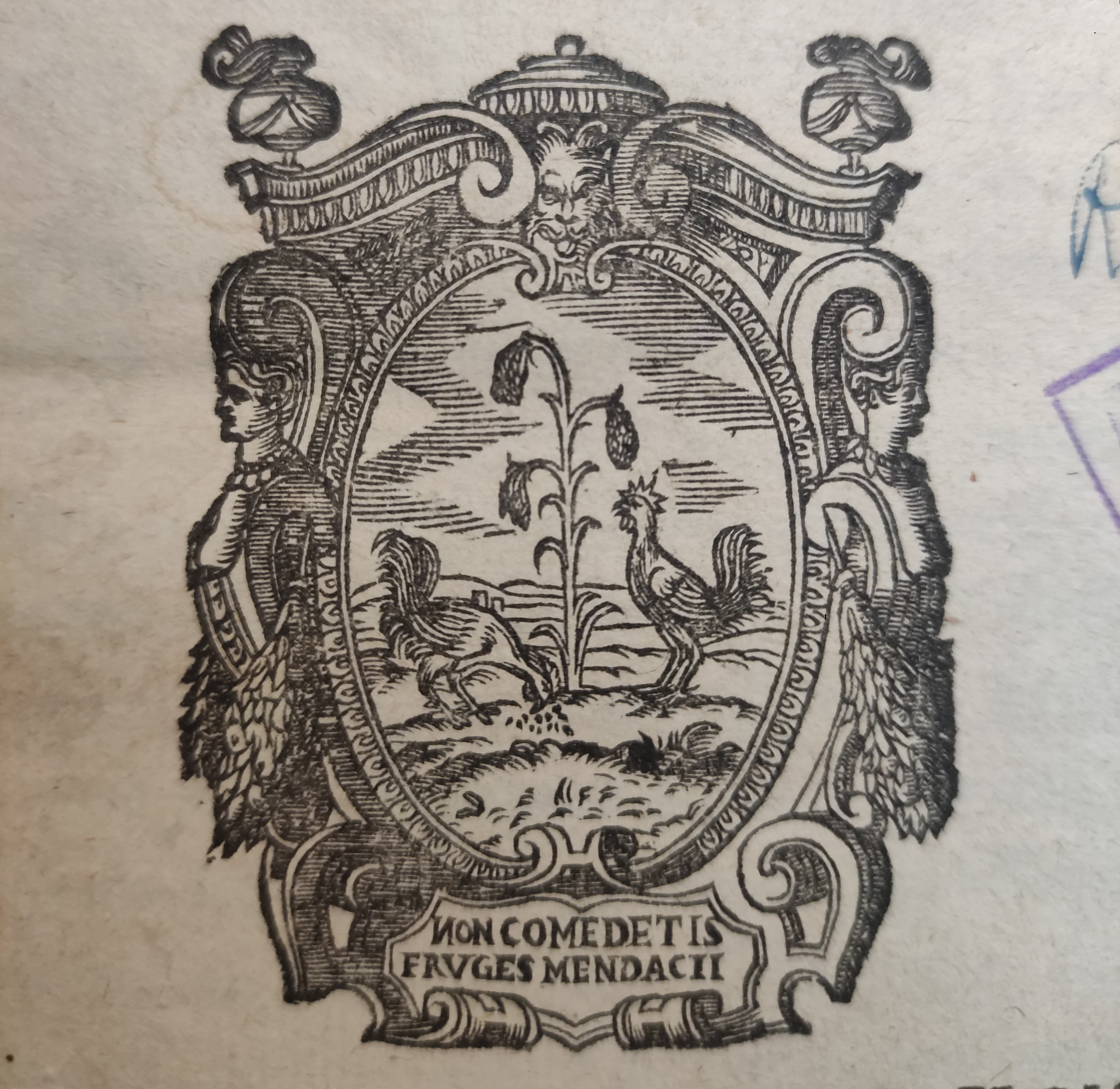
Marca tipografica della famiglia Meietti: due galli di cui uno becca i semi della pianta di miglio (in dialetto veneto meio) alla base vi è il motto della famiglia "non comedet is fruges mendacii".

La tipografia Meietti fu un'impresa famigliare con base a Padova e Venezia fra il XVI e il XVII secolo. La tipografia fu fondata a Padova nel 1570 da Paolo Meietti e si dedicò prevalentemente alla pubblicazione di libri per i professori e gli studenti dell'Università di Padova. Il figlio di Paolo, Roberto, iniziò un'attività parallela a quella del padre trasferendosi a Venezia nel 1588, si dedicò al mercato internazionale del libro partecipando alla fiera di Francoforte in collaborazione con altri tipografi come Giovanni Battista Ciotti e Francesco de Franceschi, con cui fondò la Societas Veneta. Roberto Meietti ebbe molti contatti con il mondo protestante, durante i suoi viaggi in Germania collaborò con il mecenate calvinista conte Filippo Ludovico di Hanau e si dedicò al traffico di libri proibiti da e verso la Penisola. La tipografia veneziana ebbe un ruolo fondamentale per la Repubblica di Venezia durante le vicende dell'Interdetto pubblicando le opere di Paolo Sarpi e gli opuscoli a favore della Repubblica e contro Papa Paolo V. Già negli anni venti del XVII secolo vi fu un declino delle attività della tipografia, fino alla sua scomparsa definitiva entro la prima metà del XVII secolo.

## Storia
Paolo Meietti (circa 1530-1615) nacque a Padova in una famiglia che non era mai entrata in contatto con il mondo della stampa e dei libri. Probabilmente a causa della presenza a Padova di un grande mercato di acquirenti costituito dagli studenti e dai professori dello Studio, Paolo nel 1558 iniziò l'attività di mercante librario. Un decennio dopo, nel 1569 Paolo, assieme al fratello Antonio, iniziò la sua attività di editore con le opere degli Opuscola Tria di Gabriele Falloppio e il trattato Italiae grammatices praecepto tratio di Lentolo Scipione. Entrambe le opere furono pubblicate in collaborazione con altri tipografi ma già nel 1570 i due fratelli avviarono una produzione autonoma, lo testimonia la pubblicazione di Oddi de Oddis Patauini physici, ac medici clarissimi De pestis, & pestiferorum omnium affectuum causis di Oddo degli Oddi nel cui frontespizio compaiono solo i loro nomi accompagnati dalla marca tipografica della famiglia: due galli che beccano il miglio. Fin dagli anni settanta del XVI secolo Paolo dirigeva due tipografie una a Padova e una a Venezia, nonostante l'uscita del fratello Antonio dagli affari, attestata dalla scomparsa del suo nome dalle edizioni a partire dal 1576, negli anni novanta l'attività aveva raggiunto il suo massimo, confermato dalla quantità di edizioni e dai riconoscimenti pubblici ricevuti da Paolo. L'attività di Paolo era prevalentemente concentrata a Padova, al contrario di molti editori e tipografi a lui contemporanei non viaggiava molto per lavoro, i libri pubblicati erano prevalentemente di professori dello Studio a lui contemporanei o di una generazione precedenti, il rapporto con i professori e gli studenti era molto stretto come è testimoniato dalle dediche dei libri che volevano essere validi e corretti strumenti per lo studio.
Roberto Meietti (1550-1634), figlio di Paolo, iniziò a collaborare alle edizioni del padre nel 1572, nel 1588 iniziò un'attività editoriale mercantile e tipografica autonoma, a Venezia nel sestiere di San Marco. Già nel 1592 Roberto partecipò alla fiera di Francoforte, il centro internazionale dell'attività editoriale europea del XVI secolo, ed entrò in contatto con il mondo editoriale protestante e con il centro culturale di Filippo Ludovico di Hanau. I traffici di Roberto, al contrario di quelli del padre, si estendevano a diverse città italiane come Treviso, Parma, Roma, Napoli e al nord Europa. Alla fiera di Francoforte Roberto collaborò con Francesco Ciotti e Francesco de Franceschi per pubblicare libri su grande scala e trovare mercati in cui venderli. L'esito di questa collaborazione fu la Societas Veneta che nel periodo a cavallo fra i due secoli ebbe un grande successo e fu la più nominata fra questo tipo di società nei cataloghi della fiera.
Negli anni novanta del XVI secolo Roberto era diventato un bersaglio dell'Inquisizione a causa della sua partecipazione al commercio internazionale di libri, dei suoi legami con il mondo protestante e del commercio di libri proibiti messi all'Indice. Nel 1599 Roberto fu arrestato a Trento per aver tentato di importare libri proibiti dalla Germania a Venezia ma fu rilasciato in seguito al pagamento di una multa di 100 ducati.  Nel 1606, durante la crisi dell'Interdetto fra la Repubblica di Venezia e Paolo V, la Serenissima si affidò alle esperienze e ai contatti di Roberto per importare libri proibiti dalla Germania con frontespizi modificati, stampare opuscoli antipapali sotto falso nome ed importare opere per Paolo Sarpi e il suo circolo di intellettuali. Roberto fu l'unico editore a stampare in modo ufficiale le opere di Sarpi a Venezia nel 1606, in particolare Apologia per le opposizioni, Considerazioni sopra le censure e Tratato dell’interdetto. Nello stesso anno il Papa reagì scomunicando Roberto e ponendo al bando tutti i libri da lui pubblicati, presenti, passati e futuri. Di conseguenza sia a Roma che a Napoli e Trento furono bruciate casse di suoi libri. Nonostante l'appoggio della Repubblica le attività commerciali della tipografia veneziana dei Meietti subirono gravi danni.
La produzione libraia dei Meietti raggiunse un picco di attività nei tre decenni fra il 1580-1610 con la produzione di più di 350 edizioni. Successivamente l'attività fu soggetta ad un forte declino, fino alla scomparsa entro il 1630. Vi furono diverse possibili cause per questo: i grandi rischi corsi durante l'Interdetto, la crisi generale della produzione libraia veneziana e italiana nel XVII secolo e il ricambio generazionale all'interno dell'impresa famigliare.